# Patrick Champagne
Patrick Champagne, född 1945, död 9 december 2023, var en fransk sociolog. Han verkade i nära anknytning till Pierre Bourdieu och forskade framför allt om landsbygdens utveckling i Frankrike efter andra världskriget (fram till 2000), med en radikalt minskande befolkning och ett försvinnande samhällsskikt av jordbrukare. Han forskade även om opinionsundersökningars politiska roll.

## Verk (urval)
- Faire l'opinion. Le nouveau jeu politique, 1990.
- La Sociologie, 1998.
- L'Héritage refusé. La crise de la reproduction de la paysannerie française (1950-2000),  2002.
- Pierre Bourdieu, 2008.